# ゴードン・チャン
ゴードン・チャン（陳嘉上、Gordon Chan、1960年 - ）は、香港出身の映画監督。

## 主な作品

### 監督
- 君が好きだから (1984)
- ファイト・バック・トゥ・スクール (1991、兼脚本)
- チャウ・シンチーのキング・オブ・カンフー (1992)
- ファイト・バック・トゥ・スクール2 (1992)
- フィスト・オブ・レジェンド/怒りの鉄拳 (1994、兼脚本)
- ファイナル・オプション/香港最終指令 (1994、兼脚本)
- レスリー・チャンの恋はあせらず (1994、兼脚本)
- デッドヒート (1995、兼脚本)
- FIRST OPTION 飛虎 (1996、兼脚本)
- アンディ・ラウ アルマゲドン (1997、兼脚本・製作)
- BEAST COPS 野獣刑警 (1998、兼脚本・製作)
- 電脳警察 CYBER SPY (2000、兼脚本)
- 恋戦。OKINAWA Rendez-vous (2000、兼脚本)
- 1:99 電影行動 (2003)
- 剣客之恋 (2003、兼脚本)
- メダリオン (2003、兼脚本)
- 画皮 あやかしの恋 (2008、兼脚本・製作)
- ザ・キング・オブ・ファイターズ (2009)
- チャイニーズ・フェアリー・ストーリー (2011、兼脚本・製作)
- ドラゴン・フォー 秘密の特殊捜査官/隠密 (2012)
- ドラゴン・フォー2 秘密の特殊捜査官/陰謀 (2013)
- ドラゴン・フォー3 秘密の特殊捜査官/最後の戦い (2014)
- 戦神 ゴッド・オブ・ウォー(2017)

### 脚本
- 城市特警 (1988)
- ターゲット・ブルー (1994)

### 製作
- G4特工 OPTION ZERO (1997)
- ヒットマン (1998)
- ヒート・ガイズ 傷だらけの男たち (2004)
- レジェンド・オブ・フィスト 怒りの鉄拳 (2010、兼脚本)